# Eccellenza Lombardia 2023-2024
Il campionato italiano di calcio di Eccellenza regionale 2023-2024 è stato il trentatreesimo organizzato in Italia. Rappresenta il quinto livello del calcio italiano.
Questi sono i gironi organizzati dal Comitato Regionale della regione Lombardia.

## Stagione

### Avvenimenti
A compensazione delle quattro promozioni in Serie D, dalla stessa retrocedono un egual numero di formazioni lombarde: Caronnese, Castanese, Città di Varese e Seregno. Dalla Promozione salgono invece le sei vincenti dei gironi Casteggio, Castelleone, Falco, Pavonese, Saronno e Sondrio, più altrettante vincenti dei play-off, in ordine di graduatoria Tribiano, Castellana, Accademia Vittuone, Calolziocorte, Casazza e Base 96 Seveso. In sede di iscrizione si registra poi la defezione del Seregno, in luogo del quale viene ripescato l'Arcellasco; infine, il 4 agosto si liberano due ulteriori posti grazie ai ripescaggi in Serie D di Caravaggio e Città di Varese, che vengono sostituiti da Meda e Orceana. 
Fusioni:
- l'A.S.D. Club Milanese (Eccellenza/B) e la S.S.D. FC Club Milanese Academy (Settore Giovanile Scolastico) si fondono nel Football C. Milanese 1902 di San Donato Milanese (MI);
- la Pol. Prevalle (Eccellenza/C) e il Cortefranca Calcio (Terza Categoria Brescia/A) si fondono nell'Atletico Cortefranca ASD di Corte Franca (BS).

## Girone A

### Squadre partecipanti
| Club                                 | Città                                                | Stadio                                                   | Stagione precedente                           |
| ------------------------------------ | ---------------------------------------------------- | -------------------------------------------------------- | --------------------------------------------- |
| A.S.D. Accademia Pavese San Genesio  | Sant'Alessio con Vialone e San Genesio ed Uniti (PV) | Stadio Carlo-Davide-Giampiero (Sant'Alessio con Vialone) | 9ª in Eccellenza/A                            |
| A.S.D. Accademia Calcio Vittuone     | Vittuone (MI)                                        | Centro sportivo Angelo Moratti (Ossona)                  | 2ª in Promozione/F, promossa dopo i play-off  |
| A.C. Ardor Lazzate                   | Lazzate (MB)                                         | Centro sportivo Gianni Brera                             | 7ª in Eccellenza/A                            |
| A.S.D.C. Ba.Se. 96 Seveso            | Seveso (MB)                                          | Centro sportivo Enrico Colombo                           | 3ª in Promozione/A, promossa dopo i play-off  |
| A.S.D. Calvairate                    | Milano (Calvairate)                                  | Centro sportivo comunale (Vimodrone)                     | 8ª in Eccellenza/A                            |
| S.C. Caronnese S.S.D. a r.l.         | Caronno Pertusella (VA)                              | Stadio comunale                                          | 18ª in Serie D/B                              |
| G.S. Castanese                       | Castano Primo (MI)                                   | Centro sportivo Annibale Sacchi                          | 17ª in Serie D/A, retrocessa dopo il play-out |
| F.B.C. Casteggio 1898 A.S.D.         | Casteggio (PV)                                       | Stadio comunale                                          | 1ª in Promozione/F, promossa                  |
| A.C. Magenta                         | Magenta (MI)                                         | Stadio Francesco Plodari                                 | 6ª in Eccellenza/A                            |
| A.S.D. Meda 1913                     | Meda (MB)                                            | Stadio Mino Favini                                       | 2ª in Promozione/A, ripescata                 |
| Football C. Milanese 1902            | San Donato Milanese (MI)                             | Campo sportivo Gianpiero Squeri                          | 9ª in Eccellenza/B                            |
| A.S.D. Oltrepò F.B.C.                | Broni (PV)                                           | Centro sportivo comunale                                 | 5ª in Eccellenza/A                            |
| A.C. Pavia 1911 S.S.D. a r.l.        | Pavia                                                | Stadio Pietro Fortunati                                  | 2ª in Eccellenza/A                            |
| FBC Saronno Calcio 1910              | Saronno (VA)                                         | Stadio Emilio Colombo-Gaetano Gianetti                   | 1ª in Promozione/A, promossa                  |
| U.S. Sestese Calcio                  | Sesto Calende (VA)                                   | Centro sportivo Alfredo Milano                           | 14ª in Eccellenza/A, salva dopo i play-out    |
| S.S.D. a r.l. Solbiatese Calcio 1911 | Solbiate Arno (VA)                                   | Stadio Felice Chinetti                                   | 4ª in Eccellenza/A                            |
| F.C. Verbano Calcio                  | Besozzo (VA)                                         | Centro sportivo Sergio Marvelli                          | 10ª in Eccellenza/A                           |
| A.C. Vergiatese S.S.D.R.L.           | Vergiate (VA)                                        | Centro sportivo Tullio & Masetto Landoni                 | 13ª in Eccellenza/A                           |

### Classifica finale
|  | Pos. | Squadra            | Pt | G  | V  | N  | P  | GF | GS  | DR   |
|  | ---- | ------------------ | -- | -- | -- | -- | -- | -- | --- | ---- |
|  | 1.   | Oltrepò            | 70 | 34 | 21 | 7  | 6  | 62 | 33  | +29  |
|  | 2.   | Magenta            | 64 | 34 | 19 | 7  | 8  | 64 | 37  | +27  |
|  | 3.   | Pavia              | 63 | 34 | 18 | 9  | 7  | 52 | 33  | +29  |
|  | 4.   | Ardor Lazzate      | 62 | 34 | 17 | 11 | 6  | 75 | 45  | +30  |
|  | 5.   | Milanese           | 60 | 34 | 18 | 6  | 10 | 52 | 36  | +16  |
|  | 6.   | Solbiatese         | 59 | 34 | 17 | 8  | 9  | 55 | 37  | +18  |
|  | 7.   | Calvairate         | 57 | 34 | 16 | 9  | 9  | 66 | 31  | +35  |
|  | 8.   | Caronnese          | 51 | 34 | 14 | 9  | 11 | 52 | 43  | +9   |
|  | 9.   | Casteggio          | 50 | 34 | 13 | 11 | 10 | 53 | 45  | +8   |
|  | 10.  | Saronno            | 47 | 34 | 13 | 8  | 13 | 54 | 46  | +8   |
|  | 11.  | Base 96            | 46 | 34 | 12 | 10 | 12 | 52 | 42  | +10  |
|  | 12.  | Sestese            | 40 | 34 | 10 | 10 | 14 | 41 | 40  | +1   |
|  | 13.  | Castanese          | 39 | 34 | 10 | 9  | 15 | 53 | 64  | -11  |
|  | 14.  | Meda               | 34 | 34 | 9  | 7  | 18 | 31 | 50  | -19  |
|  | 15.  | Accademia Pavese   | 34 | 34 | 9  | 7  | 18 | 35 | 57  | -22  |
|  | 16.  | Vergiatese         | 33 | 34 | 8  | 9  | 17 | 32 | 45  | -13  |
|  | 17.  | Verbano            | 30 | 34 | 7  | 9  | 18 | 41 | 51  | -10  |
|  | 18.  | Accademia Vittuone | 5  | 34 | 1  | 2  | 31 | 11 | 146 | -135 |

Legenda:
      Promosso in Serie D.
      Ammesso ai play-off nazionali.
 Ai play-off o ai play-out.
      Retrocesso in Promozione.
Regolamento:
Tre punti a vittoria, uno a pareggio, zero a sconfitta.
In caso di arrivo di due o più squadre a pari punti, la graduatoria verrà stilata secondo la classifica avulsa tra le squadre interessate che prevede, in ordine, i seguenti criteri:
- Punti negli scontri diretti
- Differenza reti negli scontri diretti
- Differenza reti generale
- Reti realizzate in generale
- Sorteggio

### Risultati

#### Tabellone
|                    | APV  | ACV  | ARD  | BAS  | CAL  | CAR  | CSN  | CAS  | MAG  | MED  | MIL  | OLT  | PAV  | SAR  | SES  | SOL  | VER  | VRG  |
| ------------------ | ---- | ---- | ---- | ---- | ---- | ---- | ---- | ---- | ---- | ---- | ---- | ---- | ---- | ---- | ---- | ---- | ---- | ---- |
| Accademia Pavese   | –––– | 4-0  | 3-2  | 0-3  | 1-0  | 0-1  | 3-2  | 0-3  | 3-0  | 1-2  | 0-2  | 0-2  | 0-2  | 2-2  | 1-1  | 1-1  | 2-1  | 0-2  |
| Accademia Vittuone | 0-1  | –––– | 1-12 | 1-3  | 0-10 | 1-3  | 0-6  | 1-6  | 1-8  | 1-0  | 0-2  | 1-5  | 1-4  | 0-9  | 0-6  | 0-3  | 1-8  | 0-0  |
| Ardor Lazzate      | 2-0  | 1-0  | –––– | 1-0  | 1-1  | 2-1  | 1-1  | 2-0  | 3-4  | 4-1  | 3-1  | 2-2  | 1-0  | 4-3  | 1-1  | 4-1  | 3-1  | 2-1  |
| Base 96            | 2-2  | 3-0  | 0-2  | –––– | 0-1  | 4-1  | 2-0  | 3-2  | 0-1  | 3-0  | 0-1  | 1-1  | 0-2  | 1-1  | 3-2  | 1-2  | 3-0  | 2-2  |
| Calvairate         | 2-0  | 3-0  | 1-1  | 1-0  | –––– | 2-0  | 1-2  | 3-3  | 1-0  | 5-0  | 1-2  | 1-1  | 1-1  | 1-1  | 0-0  | 1-0  | 0-1  | 0-1  |
| Caronnese          | 2-0  | 6-0  | 2-2  | 1-0  | 2-2  | –––– | 0-1  | 1-3  | 2-2  | 1-1  | 1-0  | 1-2  | 2-2  | 0-1  | 2-0  | 2-0  | 1-0  | 2-2  |
| Castanese          | 4-2  | 6-0  | 1-0  | 3-3  | 1-3  | 4-4  | –––– | 0-0  | 1-3  | 1-1  | 1-3  | 0-0  | 3-3  | 0-2  | 3-2  | 0-1  | 0-2  | 1-0  |
| Casteggio          | 1-1  | 3-1  | 1-1  | 1-1  | 3-3  | 0-2  | 2-1  | –––– | 2-2  | 2-2  | 1-1  | 0-0  | 1-1  | 0-1  | 2-1  | 0-2  | 4-2  | 2-1  |
| Magenta            | 2-1  | 4-0  | 1-3  | 1-0  | 2-1  | 0-0  | 5-0  | 0-2  | –––– | 1-1  | 1-0  | 1-1  | 1-3  | 0-1  | 1-1  | 4-1  | 2-1  | 2-1  |
| Meda               | 3-0  | 0-0  | 0-0  | 1-3  | 0-2  | 1-4  | 4-1  | 0-1  | 1-2  | –––– | 0-1  | 3-0  | 0-1  | 0-1  | 1-0  | 1-0  | 1-2  | 2-1  |
| Milanese           | 3-0  | 4-0  | 1-1  | 0-1  | 1-4  | 1-1  | 5-1  | 1-2  | 0-2  | 3-0  | –––– | 2-1  | 2-2  | 3-1  | 0-0  | 0-1  | 2-1  | 0-0  |
| Oltrepò            | 3-1  | 5-0  | 3-0  | 2-3  | 2-0  | 4-1  | 3-2  | 1-0  | 1-0  | 1-0  | 4-1  | –––– | 1-0  | 0-1  | 2-0  | 2-1  | 2-1  | 2-0  |
| Pavia              | 1-0  | 5-1  | 1-0  | 1-0  | 2-1  | 2-1  | 1-1  | 1-0  | 0-1  | 4-1  | 2-0  | 3-2  | –––– | 2-1  | 1-1  | 0-2  | 3-0  | 1-1  |
| Saronno            | 1-1  | 2-0  | 2-2  | 2-2  | 0-4  | 1-2  | 2-3  | 4-1  | 4-3  | 0-1  | 1-2  | 0-1  | 0-1  | –––– | 0-1  | 0-0  | 2-0  | 3-0  |
| Sestese            | 1-2  | 5-0  | 1-5  | 1-1  | 0-3  | 1-0  | 3-0  | 1-0  | 0-3  | 1-0  | 1-2  | 0-1  | 3-0  | 2-0  | –––– | 1-1  | 1-0  | 2-3  |
| Solbiatese         | 2-0  | 1-0  | 3-3  | 2-2  | 2-0  | 0-1  | 3-1  | 1-2  | 1-1  | 3-2  | 1-2  | 4-1  | 3-0  | 5-2  | 2-1  | –––– | 0-0  | 3-0  |
| Verbano            | 1-2  | 5-0  | 4-1  | 2-2  | 0-5  | 2-1  | 0-0  | 1-2  | 0-2  | 0-1  | 1-2  | 1-1  | 0-0  | 1-1  | 0-0  | 2-2  | –––– | 0-1  |
| Vergiatese         | 1-1  | 3-0  | 2-3  | 2-0  | 1-2  | 0-1  | 0-2  | 2-1  | 0-2  | 0-0  | 0-2  | 2-3  | 1-0  | 1-2  | 0-0  | 0-1  | 1-1  | –––– |

### Spareggi

#### Play-off
|  | Semifinali | Semifinali    | Semifinali |               |   | Finale  | Finale | Finale |  |
|  |            |               |            |               |   |         |        |        |  |
|  | 2          | Magenta       | 1          |               |   |         |        |        |  |
|  | 2          | Magenta       | 1          |               |   |         |        |        |  |
|  | 5          | Milanese      | 1          |               |   |         |        |        |  |
|  | 5          | Milanese      | 1          |               | 2 | Magenta | 2      |        |  |
|  |            |               |            |               | 2 | Magenta | 2      |        |  |
|  |            |               | 4          | Ardor Lazzate | 1 |         |        |        |  |
|  | 3          | Pavia         | 4          | Ardor Lazzate | 1 | 1       |        |        |  |
|  | 3          | Pavia         |            |               |   |         |        |        |  |
|  | 4          | Ardor Lazzate | 2          |               |   |         |        |        |  |

##### Semifinali
|         | Risultati |               | Luogo e data            |
| ------- | --------- | ------------- | ----------------------- |
| Magenta | 1-1       | Milanese      | Magenta, 11 maggio 2024 |
| Pavia   | 1-2       | Ardor Lazzate | Pavia, 12 maggio 2024   |

##### Finale
|         | Risultati |               | Luogo e data            |
| ------- | --------- | ------------- | ----------------------- |
| Magenta | 2-1       | Ardor Lazzate | Magenta, 19 maggio 2024 |

#### Play-out
|                  | Risultati |                  | Luogo e data                             |
| ---------------- | --------- | ---------------- | ---------------------------------------- |
| Vergiatese       | 1-0       | Castanese        | Gallarate, 12 maggio 2024                |
| Castanese        | 1-1       | Vergiatese       | Castano Primo, 19 maggio 2024            |
|                  |           |                  |                                          |
| Accademia Pavese | 1-3       | Meda             | Sant'Alessio con Vialone, 12 maggio 2024 |
| Meda             | 1-2       | Accademia Pavese | Meda, 19 maggio 2024                     |

## Girone B

### Squadre partecipanti
| Club                               | Città                      | Stadio                            | Stagione precedente                          |
| ---------------------------------- | -------------------------- | --------------------------------- | -------------------------------------------- |
| A.S.D. Altabrianza Tavernerio A.   | Tavernerio (CO)            | Campo sportivo San Miro (Canzo)   | 6ª in Eccellenza/B                           |
| G.S.D. Arcellasco Città di Erba    | Erba (CO)                  | Centro sportivo Snef-Lambrone     | 2ª in Promozione/B, ripescata                |
| U.S.D. Brianza Olginatese          | Merate e Olginate (LC)     | Stadio comunale (Olginate)        | 3ª in Eccellenza/B                           |
| A.C.D. Calolziocorte               | Calolziocorte (LC)         | Centro sportivo comunale          | 4ª in Promozione/B, promossa dopo i play-off |
| F.C. Castelleone                   | Castelleone (CR)           | Centro sportivo Dosso             | 1ª in Promozione/E, promossa                 |
| U.S.D. Cisanese                    | Cisano Bergamasco (BG)     | Centro sportivo comunale          | 10ª in Eccellenza/B                          |
| A.S.D. Lemine Almenno Calcio       | Almenno San Salvatore (BG) | Centro sportivo Fratelli Pedretti | 5ª in Eccellenza/B                           |
| A.C. Leon S.S.D. a r.l.            | Lesmo e Vimercate (MB)     | Leon Arena (Vimercate)            | 4ª in Eccellenza/B                           |
| S.S.D. Mapello a r.l.              | Mapello (BG)               | Centro sportivo comunale          | 2ª in Eccellenza/B                           |
| F.C.D. Muggiò                      | Muggiò (MB)                | Stadio Superga 1949               | 11ª in Eccellenza/A                          |
| U.S. Offanenghese A.S.D.           | Offanengo (CR)             | Campo sportivo Nuovo Comunale     | 8ª in Eccellenza/C                           |
| A.S.D. U.S. Calcio San Pellegrino  | San Pellegrino Terme (BG)  | Stadio Angelo Quarenghi           | 14ª in Eccellenza/B, salva dopo i play-out   |
| U.S.D. Soncinese                   | Soncino (CR)               | Campo sportivo comunale           | 12ª in Eccellenza/C                          |
| S.S.D. a r.l. Nuova Sondrio Calcio | Sondrio                    | Stadio CONI-Castellina            | 1ª in Promozione/B, promossa                 |
| U.S. Soresinese A.S.D.             | Soresina (CR)              | Stadio Civico                     | 11ª in Eccellenza/C                          |
| C.S. Trevigliese A.S.D.            | Treviglio (BG)             | Stadio Mario Zanconti             | 11ª in Eccellenza/B                          |
| U.S.D. Tribiano                    | Tribiano (MI)              | Centro sportivo Livio Pisati      | 2ª in Promozione/E, promossa dopo i play-off |
| A.S.D. Vis Nova Giussano           | Giussano (MB)              | Centro sportivo Stefano Borgonovo | 12ª in Eccellenza/A                          |

### Classifica finale
|  | Pos. | Squadra                | Pt | G  | V  | N  | P  | GF | GS | DR  |
|  | ---- | ---------------------- | -- | -- | -- | -- | -- | -- | -- | --- |
|  | 1.   | Sondrio                | 70 | 34 | 21 | 7  | 6  | 51 | 22 | +29 |
|  | 2.   | Mapello                | 66 | 34 | 19 | 9  | 6  | 70 | 48 | +22 |
|  | 3.   | Leon                   | 64 | 34 | 19 | 7  | 8  | 72 | 44 | +28 |
|  | 4.   | Altabrianza Tavernerio | 62 | 34 | 16 | 14 | 4  | 52 | 26 | +26 |
|  | 5.   | Trevigliese            | 55 | 34 | 15 | 10 | 9  | 53 | 45 | +8  |
|  | 6.   | Offanenghese           | 52 | 34 | 13 | 13 | 8  | 43 | 40 | +3  |
|  | 7.   | Cisanese               | 46 | 34 | 12 | 10 | 12 | 55 | 54 | +1  |
|  | 8.   | Lemine Almenno         | 45 | 34 | 12 | 9  | 13 | 41 | 42 | -1  |
|  | 9.   | Tribiano               | 43 | 34 | 11 | 10 | 13 | 47 | 47 | 0   |
|  | 10.  | Muggiò                 | 42 | 34 | 12 | 6  | 16 | 45 | 49 | -4  |
|  | 11.  | Soncinese              | 42 | 34 | 9  | 15 | 10 | 41 | 35 | +6  |
|  | 12.  | Soresinese             | 41 | 34 | 10 | 11 | 13 | 38 | 45 | -7  |
|  | 13.  | Calolziocorte          | 39 | 34 | 11 | 6  | 17 | 40 | 66 | -26 |
|  | 14.  | Brianza Olginatese     | 39 | 34 | 10 | 9  | 15 | 38 | 49 | -11 |
|  | 15.  | Castelleone            | 38 | 34 | 9  | 11 | 14 | 40 | 44 | -4  |
|  | 16.  | Arcellasco             | 35 | 34 | 9  | 8  | 17 | 41 | 57 | -16 |
|  | 17.  | San Pellegrino         | 28 | 34 | 7  | 7  | 20 | 40 | 65 | -25 |
|  | 18.  | Vis Nova Giussano      | 28 | 34 | 8  | 4  | 22 | 24 | 52 | -28 |

Legenda:
      Promosso in Serie D.
      Ammesso ai play-off nazionali.
 Ai play-off o ai play-out.
      Retrocesso in Promozione.
Regolamento:
Tre punti a vittoria, uno a pareggio, zero a sconfitta.
In caso di arrivo di due o più squadre a pari punti, la graduatoria verrà stilata secondo la classifica avulsa tra le squadre interessate che prevede, in ordine, i seguenti criteri:
- Punti negli scontri diretti
- Differenza reti negli scontri diretti
- Differenza reti generale
- Reti realizzate in generale
- Sorteggio

### Risultati

#### Tabellone
|                        | ATA  | ARC  | BOL  | CAL  | CAS  | CIS  | LEM  | LEO  | MAP  | MUG  | OFF  | SPE  | SNC  | SON  | SOR  | TRE  | TRI  | VNG  |
| ---------------------- | ---- | ---- | ---- | ---- | ---- | ---- | ---- | ---- | ---- | ---- | ---- | ---- | ---- | ---- | ---- | ---- | ---- | ---- |
| Altabrianza Tavernerio | –––– | 1-0  | 1-2  | 1-0  | 2-1  | 3-0  | 0-0  | 1-1  | 0-0  | 2-2  | 2-2  | 5-1  | 1-1  | 0-0  | 4-0  | 3-0  | 2-2  | 1-0  |
| Arcellasco             | 0-1  | –––– | 2-5  | 2-1  | 0-0  | 2-3  | 1-0  | 2-1  | 1-4  | 2-1  | 1-2  | 4-1  | 4-3  | 0-1  | 2-2  | 1-2  | 2-1  | 0-2  |
| Brianza Olginatese     | 1-0  | 1-2  | –––– | 0-2  | 0-0  | 1-3  | 3-1  | 1-4  | 1-3  | 3-1  | 1-2  | 1-1  | 1-1  | 2-1  | 1-1  | 1-1  | 0-0  | 0-1  |
| Calolziocorte          | 2-3  | 2-1  | 2-1  | –––– | 1-1  | 1-1  | 2-1  | 3-5  | 3-2  | 0-0  | 0-3  | 2-0  | 1-0  | 1-1  | 0-0  | 1-4  | 2-1  | 3-0  |
| Castelleone            | 0-2  | 1-1  | 0-1  | 5-0  | –––– | 1-0  | 0-0  | 2-4  | 1-1  | 2-3  | 2-2  | 2-0  | 2-2  | 1-1  | 1-0  | 0-0  | 1-3  | 2-0  |
| Cisanese               | 1-1  | 2-2  | 4-1  | 2-0  | 1-2  | –––– | 1-2  | 0-3  | 2-3  | 1-5  | 1-1  | 4-2  | 0-0  | 0-2  | 1-1  | 4-1  | 1-2  | 3-1  |
| Lemine Almenno         | 1-2  | 1-0  | 0-0  | 1-0  | 0-0  | 0-2  | –––– | 1-5  | 4-4  | 6-0  | 1-2  | 1-2  | 2-1  | 1-0  | 0-0  | 2-2  | 2-1  | 1-3  |
| Leon                   | 1-1  | 2-2  | 1-0  | 5-0  | 3-0  | 3-4  | 0-2  | –––– | 1-0  | 1-0  | 1-1  | 5-1  | 0-2  | 2-1  | 3-1  | 2-0  | 1-0  | 1-1  |
| Mapello                | 2-1  | 2-3  | 2-1  | 4-1  | 2-0  | 2-2  | 3-2  | 3-1  | –––– | 1-2  | 4-1  | 3-1  | 4-3  | 2-2  | 2-2  | 2-2  | 0-2  | 2-1  |
| Muggiò                 | 0-2  | 0-0  | 5-1  | 0-0  | 1-5  | 2-0  | 0-0  | 3-1  | 0-1  | –––– | 2-0  | 1-0  | 0-0  | 0-2  | 0-1  | 2-0  | 1-2  | 2-3  |
| Offanenghese           | 0-0  | 3-1  | 1-1  | 2-1  | 1-0  | 2-0  | 2-1  | 0-3  | 1-2  | 1-0  | –––– | 1-1  | 2-1  | 0-1  | 1-0  | 1-1  | 0-0  | 1-1  |
| San Pellegrino         | 1-2  | 3-1  | 0-2  | 4-2  | 2-1  | 2-3  | 1-2  | 1-2  | 0-0  | 2-1  | 2-2  | –––– | 0-0  | 1-3  | 1-2  | 1-3  | 3-1  | 0-0  |
| Soncinese              | 0-0  | 0-0  | 4-1  | 0-1  | 2-0  | 0-0  | 1-0  | 1-0  | 1-2  | 0-2  | 3-0  | 2-2  | –––– | 1-1  | 2-2  | 1-1  | 2-0  | 5-1  |
| Sondrio                | 0-0  | 1-0  | 1-0  | 1-0  | 1-0  | 0-1  | 0-1  | 3-0  | 3-0  | 4-2  | 3-2  | 1-0  | 3-0  | –––– | 3-0  | 1-2  | 1-0  | 0-0  |
| Soresinese             | 1-3  | 0-0  | 0-1  | 4-1  | 3-0  | 2-1  | 1-1  | 2-3  | 0-3  | 3-2  | 0-0  | 2-1  | 0-0  | 1-2  | –––– | 2-0  | 1-0  | 2-0  |
| Trevigliese            | 2-1  | 2-0  | 1-1  | 7-2  | 0-2  | 1-1  | 2-1  | 3-3  | 1-2  | 3-0  | 1-0  | 1-0  | 2-1  | 1-3  | 2-1  | –––– | 1-3  | 1-0  |
| Tribiano               | 2-2  | 4-1  | 0-2  | 4-2  | 2-1  | 3-3  | 1-2  | 2-2  | 2-2  | 0-3  | 2-2  | 3-2  | 0-0  | 0-1  | 2-0  | 1-1  | –––– | 1-0  |
| Vis Nova Giussano      | 0-2  | 2-1  | 1-0  | 0-1  | 3-4  | 0-3  | 0-1  | 0-2  | 0-1  | 0-2  | 0-2  | 0-1  | 0-1  | 1-3  | 2-1  | 0-2  | 1-0  | –––– |

### Spareggi

#### Play-off
|  | Semifinali | Semifinali             | Semifinali |      |   | Finale | Finale | Finale |  |
|  |            |                        |            |      |   |        |        |        |  |
|  | 2          | Mapello                |            |      |   |        |        |        |  |
|  | 2          | Mapello                |            |      |   |        |        |        |  |
|  |            |                        |            |      |   |        |        |        |  |
|  |            | 2                      | Mapello    | 1    |   |        |        |        |  |
|  |            |                        |            | 1    |   |        |        |        |  |
|  |            |                        | 3          | Leon | 1 |        |        |        |  |
|  | 3          | Leon                   | 3          | Leon | 1 | 1      |        |        |  |
|  | 3          | Leon                   |            |      |   |        |        |        |  |
|  | 4          | Altabrianza Tavernerio | 0          |      |   |        |        |        |  |

##### Semifinali
|      | Risultati |                        | Luogo e data              |
| ---- | --------- | ---------------------- | ------------------------- |
| Leon | 1-0       | Altabrianza Tavernerio | Vimercate, 12 maggio 2024 |

##### Finale
|         | Risultati |      | Luogo e data            |
| ------- | --------- | ---- | ----------------------- |
| Mapello | 1-1       | Leon | Mapello, 19 maggio 2024 |

#### Play-out
|                    | Risultati |                    | Luogo e data                  |
| ------------------ | --------- | ------------------ | ----------------------------- |
| Arcellasco         | 2-0       | Calolziocorte      | Erba, 12 maggio 2024          |
| Calolziocorte      | 2-1       | Arcellasco         | Calolziocorte, 19 maggio 2024 |
|                    |           |                    |                               |
| Castelleone        | 1-0       | Brianza Olginatese | Castelleone, 12 maggio 2024   |
| Brianza Olginatese | 1-0       | Castelleone        | Olginate, 19 maggio 2024      |

## Girone C

### Squadre partecipanti
| Club                             | Città                               | Stadio                                            | Stagione precedente                          |
| -------------------------------- | ----------------------------------- | ------------------------------------------------- | -------------------------------------------- |
| Atletico Cortefranca A.S.D.      | Corte Franca (BS)                   | Stadio Luigi Buffoli (Colombaro)                  | 10ª in Eccellenza/C                          |
| U.S. Bedizzolese                 | Bedizzole (BS)                      | Campo sportivo Gian Pietro Siboni                 | 9ª in Eccellenza/C                           |
| F.C. Carpenedolo S.S.D. s.r.l    | Carpenedolo (BS)                    | Stadio Mundial '82                                | 14ª in Eccellenza/C, salva dopo i play-out   |
| S.S.D. a r.l. Sport Casazza      | Casazza (BG)                        | Centro sportivo comunale                          | 2ª in Promozione/C, promossa dopo i play-off |
| A.C. Castellana C.G. S.S.D.      | Castel Goffredo (MN)                | Centro sportivo comunale                          | 4ª in Promozione/D, promossa dopo i play-off |
| F.C. Castiglione A.S.D.          | Castiglione delle Stiviere (MN)     | Stadio Ugo Lusetti                                | 3ª in Eccellenza/C                           |
| A.S.D. CazzagoBornato Calcio     | Bornato di Cazzago San Martino (BS) | Campo sportivo comunale                           | 4ª in Eccellenza/C                           |
| Pol. Ciliverghe Mazzano          | Ciliverghe di Mazzano (BS)          | Centro sportivo Sterilgarda (Molinetto)           | 7ª in Eccellenza/C                           |
| U.S. Darfo Boario s.r.l. S.S.D.  | Darfo Boario Terme (BS)             | Stadio comunale                                   | 13ª in Eccellenza/C, salva dopo i play-out   |
| U.S.D. Falco                     | Albino (BG)                         | Centro sportivo Falco                             | 1ª in Promozione/C, promossa                 |
| A.S.D. Forza e Costanza 1905     | Martinengo (BG)                     | Stadio Bepi Casari                                | 12ª in Eccellenza/B                          |
| A.S.D. Juvenes Pradalunghese     | Pradalunga (BG)                     | Campo sportivo comunale (Casnigo)                 | 7ª in Eccellenza/B                           |
| A.S.D. Orceana                   | Orzinuovi (BS)                      | Centro sportivo comunale                          | 2ª in Promozione/D, ripescata                |
| A.C.D. Ospitaletto S.S.D. s.r.l. | Ospitaletto (BS)                    | Stadio Gino Corioni                               | 5ª in Eccellenza/C                           |
| A.S.D. Calcio Pavonese           | Pavone del Mella (BS)               | Campo sportivo Guido Farina                       | 1ª in Promozione/D, promossa                 |
| A.S.D. Rovato Calcio             | Rovato (BS)                         | Campo sportivo comunale                           | 6ª in Eccellenza/C                           |
| U.S.D. Scanzorosciate Calcio     | Scanzorosciate (BG)                 | Campo sportivo comunale                           | 8ª in Eccellenza/B                           |
| S.S.D. a r.l. G.S. Vertovese     | Vertova (BG)                        | Campo sportivo Serafino e Piero Testa (Bagnatica) | 16ª in Eccellenza/B, salva dopo i play-out   |

### Classifica finale
|  | Pos. | Squadra               | Pt | G  | V  | N  | P  | GF | GS | DR  |
|  | ---- | --------------------- | -- | -- | -- | -- | -- | -- | -- | --- |
|  | 1.   | Ospitaletto           | 76 | 34 | 22 | 10 | 2  | 66 | 31 | +35 |
|  | 2.   | Ciliverghe            | 66 | 34 | 18 | 12 | 4  | 63 | 38 | +25 |
|  | 3.   | Rovato                | 62 | 34 | 17 | 11 | 6  | 58 | 26 | +32 |
|  | 4.   | Vertovese             | 60 | 34 | 17 | 9  | 8  | 64 | 36 | +28 |
|  | 5.   | Orceana               | 59 | 34 | 16 | 11 | 7  | 46 | 27 | +19 |
|  | 6.   | Juvenes Pradalunghese | 54 | 34 | 14 | 12 | 8  | 42 | 31 | +11 |
|  | 7.   | Scanzorosciate        | 54 | 34 | 16 | 6  | 12 | 47 | 38 | +9  |
|  | 8.   | Carpenedolo           | 51 | 34 | 14 | 9  | 11 | 44 | 33 | +11 |
|  | 9.   | Casazza               | 50 | 34 | 14 | 8  | 12 | 42 | 46 | -4  |
|  | 10.  | Castellana            | 49 | 34 | 13 | 10 | 11 | 48 | 39 | +9  |
|  | 11.  | Castiglione           | 49 | 34 | 13 | 10 | 11 | 48 | 43 | +5  |
|  | 12.  | Bedizzolese           | 43 | 34 | 11 | 10 | 13 | 36 | 35 | +1  |
|  | 13.  | CazzagoBornato        | 41 | 34 | 11 | 8  | 15 | 52 | 56 | -4  |
|  | 14.  | Darfo Boario          | 40 | 34 | 12 | 4  | 18 | 38 | 44 | -6  |
|  | 15.  | Atletico Cortefranca  | 25 | 34 | 5  | 10 | 19 | 26 | 60 | -34 |
|  | 16.  | Pavonese              | 25 | 34 | 5  | 10 | 19 | 27 | 59 | -32 |
|  | 17.  | Forza e Costanza      | 21 | 34 | 5  | 6  | 13 | 37 | 79 | -42 |
|  | 18.  | Falco                 | 11 | 34 | 1  | 8  | 25 | 25 | 88 | -63 |

Legenda:
      Promosso in Serie D.
      Ammesso ai play-off nazionali.
 Ai play-off o ai play-out.
      Retrocesso in Promozione.
Regolamento:
Tre punti a vittoria, uno a pareggio, zero a sconfitta.
In caso di arrivo di due o più squadre a pari punti, la graduatoria verrà stilata secondo la classifica avulsa tra le squadre interessate che prevede, in ordine, i seguenti criteri:
- Punti negli scontri diretti
- Differenza reti negli scontri diretti
- Differenza reti generale
- Reti realizzate in generale
- Sorteggio

### Risultati

#### Tabellone
|                       | ACF  | BED  | CAR  | CAS  | CCG  | CGL  | CAZ  | CIL  | DAR  | FAL  | FOR  | JPR  | ORC  | OSP  | PAV  | ROV  | SCA  | VER  |
| --------------------- | ---- | ---- | ---- | ---- | ---- | ---- | ---- | ---- | ---- | ---- | ---- | ---- | ---- | ---- | ---- | ---- | ---- | ---- |
| Atletico Cortefranca  | –––– | 1-2  | 0-1  | 0-1  | 1-3  | 1-1  | 0-1  | 1-0  | 1-1  | 1-1  | 1-1  | 1-2  | 0-5  | 0-2  | 2-2  | 0-1  | 0-3  | 2-1  |
| Bedizzolese           | 2-0  | –––– | 1-0  | 1-2  | 1-1  | 0-1  | 1-0  | 1-1  | 2-0  | 1-1  | 0-2  | 0-0  | 1-2  | 0-0  | 3-0  | 1-1  | 2-2  | 2-1  |
| Carpenedolo           | 0-0  | 2-1  | –––– | 1-1  | 0-1  | 0-0  | 3-0  | 0-2  | 1-2  | 2-0  | 3-0  | 2-0  | 0-1  | 1-1  | 3-2  | 0-1  | 0-2  | 2-0  |
| Casazza               | 1-1  | 0-2  | 1-0  | –––– | 2-1  | 2-2  | 1-3  | 0-2  | 2-0  | 3-0  | 5-1  | 0-1  | 2-2  | 2-3  | 1-0  | 0-0  | 2-1  | 1-3  |
| Castellana            | 3-0  | 2-1  | 0-1  | 0-0  | –––– | 1-1  | 3-1  | 1-1  | 3-0  | 3-4  | 1-0  | 0-0  | 1-3  | 3-1  | 1-2  | 0-0  | 1-0  | 1-3  |
| Castiglione           | 2-2  | 1-0  | 3-0  | 2-2  | 0-2  | –––– | 1-1  | 1-2  | 2-0  | 2-0  | 4-1  | 1-2  | 1-0  | 1-2  | 1-2  | 0-1  | 1-2  | 0-1  |
| CazzagoBornato        | 3-0  | 1-1  | 1-1  | 1-1  | 1-1  | 1-2  | –––– | 2-3  | 2-3  | 4-1  | 5-1  | 2-1  | 0-1  | 3-3  | 3-1  | 1-7  | 1-3  | 1-1  |
| Ciliverghe Mazzano    | 3-0  | 1-0  | 1-1  | 3-0  | 4-3  | 4-1  | 2-1  | –––– | 3-2  | 3-0  | 1-1  | 1-1  | 0-0  | 0-1  | 4-1  | 2-2  | 1-0  | 1-4  |
| Darfo Boario          | 3-2  | 1-0  | 1-1  | 2-3  | 1-2  | 1-2  | 0-1  | 0-2  | –––– | 3-1  | 1-0  | 0-1  | 1-1  | 1-2  | 3-0  | 0-1  | 0-1  | 0-1  |
| Falco                 | 1-3  | 0-2  | 1-4  | 0-1  | 1-1  | 2-2  | 1-2  | 2-2  | 1-4  | –––– | 1-2  | 1-6  | 1-2  | 1-1  | 0-1  | 0-2  | 1-3  | 0-2  |
| Forza e Costanza      | 1-2  | 1-3  | 0-4  | 3-0  | 0-2  | 2-2  | 1-5  | 1-1  | 0-3  | 3-1  | –––– | 0-1  | 1-2  | 1-3  | 3-0  | 2-2  | 1-2  | 0-3  |
| Juvenes Pradalunghese | 3-0  | 0-1  | 1-1  | 1-2  | 2-2  | 1-2  | 2-0  | 0-2  | 1-0  | 1-1  | 3-2  | –––– | 2-2  | 1-1  | 2-1  | 0-0  | 1-0  | 3-1  |
| Orceana               | 1-1  | 1-1  | 1-2  | 2-0  | 1-0  | 0-1  | 2-0  | 1-2  | 0-0  | 4-0  | 1-0  | 0-0  | –––– | 0-0  | 1-0  | 4-0  | 1-0  | 2-5  |
| Ospitaletto           | 5-1  | 2-1  | 1-0  | 2-0  | 3-1  | 3-1  | 2-1  | 2-2  | 4-1  | 4-0  | 3-1  | 2-0  | 2-0  | –––– | 3-0  | 0-3  | 1-0  | 1-1  |
| Pavonese              | 0-1  | 0-0  | 0-2  | 0-2  | 0-2  | 0-1  | 0-0  | 1-1  | 0-1  | 0-0  | 4-2  | 1-1  | 0-0  | 2-2  | –––– | 0-5  | 1-1  | 1-0  |
| Rovato                | 2-0  | 5-1  | 2-0  | 4-0  | 1-0  | 3-2  | 0-1  | 1-2  | 0-1  | 5-0  | 2-2  | 1-0  | 2-2  | 0-1  | 2-2  | –––– | 0-1  | 1-0  |
| Scanzorosciate        | 1-1  | 2-1  | 3-4  | 0-1  | 2-1  | 1-1  | 3-2  | 2-1  | 0-2  | 3-1  | 2-1  | 0-1  | 0-1  | 0-1  | 3-2  | 1-1  | –––– | 1-1  |
| Vertovese             | 1-0  | 1-0  | 2-2  | 2-1  | 1-1  | 1-3  | 3-1  | 3-3  | 1-0  | 6-0  | 6-0  | 1-1  | 1-0  | 2-2  | 3-1  | 0-0  | 1-2  | –––– |

### Spareggi

#### Play-off
|  | Semifinali | Semifinali         | Semifinali |           |   | Finale             | Finale | Finale |  |
|  |            |                    |            |           |   |                    |        |        |  |
|  | 2          | Ciliverghe Mazzano | 0          |           |   |                    |        |        |  |
|  | 2          | Ciliverghe Mazzano | 0          |           |   |                    |        |        |  |
|  | 5          | Orceana            | 0          |           |   |                    |        |        |  |
|  | 5          | Orceana            | 0          |           | 2 | Ciliverghe Mazzano | 1      |        |  |
|  |            |                    |            |           | 2 | Ciliverghe Mazzano | 1      |        |  |
|  |            |                    | 4          | Vertovese | 1 |                    |        |        |  |
|  | 3          | Rovato             | 4          | Vertovese | 1 | 0                  |        |        |  |
|  | 3          | Rovato             |            |           |   |                    |        |        |  |
|  | 4          | Vertovese          | 1          |           |   |                    |        |        |  |

##### Semifinali
|                    | Risultati |           | Luogo e data            |
| ------------------ | --------- | --------- | ----------------------- |
| Ciliverghe Mazzano | 0-0       | Orceana   | Mazzano, 12 maggio 2024 |
| Rovato             | 0-1       | Vertovese | Rovato, 12 maggio 2024  |

##### Finale
|                    | Risultati |           | Luogo e data            |
| ------------------ | --------- | --------- | ----------------------- |
| Ciliverghe Mazzano | 1-1       | Vertovese | Mazzano, 19 maggio 2024 |

#### Play-out
Atletico Cortefranca e Pavonese sono retrocesse direttamente per distacco superiore a 6 punti nei confronti, rispettivamente, di Darfo Boario e CazzagoBornato.